# Mauro Lenzini
Mauro Lenzini (Luik, 25 september 1957) is een Belgisch politicus voor de PS.

## Levensloop
Lenzini was de zoon van geïmmigreerde Italianen die in de steenkoolmijnen in de regio Luik gingen werken. Hij volgde in het technisch middelbaar onderwijs de richting scheikunde en studeerde daarna in 1981 af als licentiaat in de biologie aan de Universiteit Luik. Daarna werd hij in 1987 doctor in de biologie aan de Universiteit Luik en de Universiteit van Norwich in de Verenigde Staten van Amerika. Lenzini werd professioneel actief bij de Universiteit Luik, als onderzoeker in de microbiologie en de genetische technologie en assistent. Van 1990 tot 2009 was hij lesgever voor industriële ingenieurs aan het ISIL, de latere Haute École Rennequin Sualem van de provincie Luik.
Lenzini begon zich politiek te engageren in de rangen van de lokale PS-afdeling van Oupeye, waar hij in oktober 2000 verkozen werd tot gemeenteraadslid en fractieleider van de PS in de gemeenteraad, in de periode dat de partij er nog in de oppositie zat. Na de gemeenteraadsverkiezingen van 2006 werd er een bestuursmeerderheid gevormd waar de PS deel van uitmaakte en werd Lenzini burgemeester. Ook na de gemeenteraadsverkiezingen van 2012 kon hij burgemeester blijven. Na de invoering van de gedeeltelijke decumul in het Waals Parlement koos hij in juni 2014 voor zijn mandaat als parlementslid, waarna Lenzini zich in zijn burgemeestersfuncties in Oupeye liet vervangen door eerste schepen Serge Fillot. Na de gemeenteraadsverkiezingen van oktober 2018 stopte Lenzini als titelvoerend burgemeester, waarna hij werd opgevolgd door waarnemend burgemeester Fillot. Hij zetelde vervolgens nog tot in december 2019 in de gemeenteraad.
Bij de Waalse verkiezingen van juni 2009 was Lenzini tweede opvolger in het arrondissement Luik. In juli 2009 werd hij effectief lid van het Waals Parlement en het Parlement van de Franse Gemeenschap als opvolger van Michel Daerden, die federaal minister werd. In mei 2014 en mei 2019 werd Lenzini in deze mandaten herkozen en hij zetelde in beide parlementen tot aan de Waalse verkiezingen van juni 2024, waarbij hij niet meer opkwam. In juni 2010 werd hij eveneens verkozen in de Kamer van volksvertegenwoordigers, maar Lenzini verzaakte aan zijn mandaat. 
In het Waals Parlement legde Lenzini zich voornamelijk toe op het verdedigen van de belangen van zijn streek in sociaal-economische dossiers. Hij zetelde van 2009 tot 2014 in de commissies Openbare Werken, Landbouw, Landelijkheid en Patrimonium en Leefmilieu, Ruimtelijke Ordening en Mobiliteit en was van 2014 tot 2017 lid van de commissies Economie en Innovatie en Leefmilieu, Ruimtelijke Ordening en Transport, waarvan hij van 2014 tot 2015 vicevoorzitter was. Vervolgens nam hij van 2017 tot 2018 zitting in de commissie Leefmilieu, Ruimtelijke Ordening en Openbare Werken, was hij van 2018 tot 2019 voorzitter van de commissie Landbouw, Toerisme en Patrimonium en ten slotte van 2019 tot 2021 lid van de commissie Leefmilieu, Natuur en Dierenwelzijn. In het Parlement van de Franse Gemeenschap was Lenzini dan weer van 2009 tot 2014 voorzitter van de commissie Hoger Onderwijs en van 2014 tot 2016 lid van de commissie Hoger Onderwijs, Onderzoek en Media en van 2016 tot 2024 lid van het adviescomité voor gelijke kansen tussen mannen en vrouwen.
Tevens nam Lenzini verschillende bestuursmandaten op. Van 2007 tot 2009 was hij voorzitter van de raad van bestuur van de afvalintercommunale Intradel en tezelfdertijd was hij ondervoorzitter van Sideco, de industriële maatschappij voor bouwafval. 